# Harbini metró
A Harbini metró (egyszerűsített kínai írással: 哈尔滨地铁, hagyományos kínai írással: 哈爾濱地鐵, pinjin: ) Kínában található Harbin városban és vonzáskörzetében. A metróhálózat hossza 2024 áprilisában 83,8 km, a metróvonalak száma 3 és az állomások száma 70 volt. Az első vonal 2013. szeptember 26-án nyílt meg.

## Forgalom
Az utasforgalom az elmúlt években az alábbi módon változott:
| 2017 | 113 300 000 |
| 2019 | 103 220 000 |